# Fürstengrab von Helmsdorf
Koordinaten: 51° 36′ 7″ N, 11° 35′ 20,4″ O
Das Fürstengrab von Helmsdorf war ein um 1840 v. Chr. errichteter Grabhügel der frühbronzezeitlichen Aunjetitzer Kultur (2300–1550 v. Chr.) zwischen Augsdorf und Helmsdorf, heute Ortsteilen von Gerbstedt im Landkreis Mansfeld-Südharz (Sachsen-Anhalt). Es war auf einem Gräberfeld der endneolithischen Schnurkeramischen Kultur (2800–2050 v. Chr.) errichtet worden. Scherbenfunde deuten auf eine Nutzung des Hügels in der römischen Kaiserzeit (60/30 v. Chr.–375 n. Chr.) und in slawischer Zeit hin. Eine Nachbestattung innerhalb des Hügels stammt aus der Merowingerzeit (5. Jahrhundert–751). Im Mittelalter und/oder der Neuzeit wurde der Grabhügel als Richtstätte genutzt; er wurde deshalb auch als Großer Galgenhügel bezeichnet. Wegen der Bedrohung durch den Bergbau erfolgte zwischen 1906 und 1907 eine archäologische Untersuchung unter Leitung des Lehrers und Heimatforschers Hermann Größler. Danach wurde der Hügel vollständig abgetragen. An seinem einstigen Standort erhebt sich heute die Abraumhalde des Otto-Brosowski-Schachtes. Die bei der Ausgrabung gemachten Funde befinden sich heute in den Regionalgeschichtlichen Sammlungen in der Lutherstadt Eisleben.
Neben dem Bornhöck bei Raßnitz und dem Fürstengrab von Leubingen stellt das Fürstengrab von Helmsdorf eine der bedeutendsten Begräbnisstätten der Aunjetitzer Kultur in Mitteldeutschland dar.

## Lage

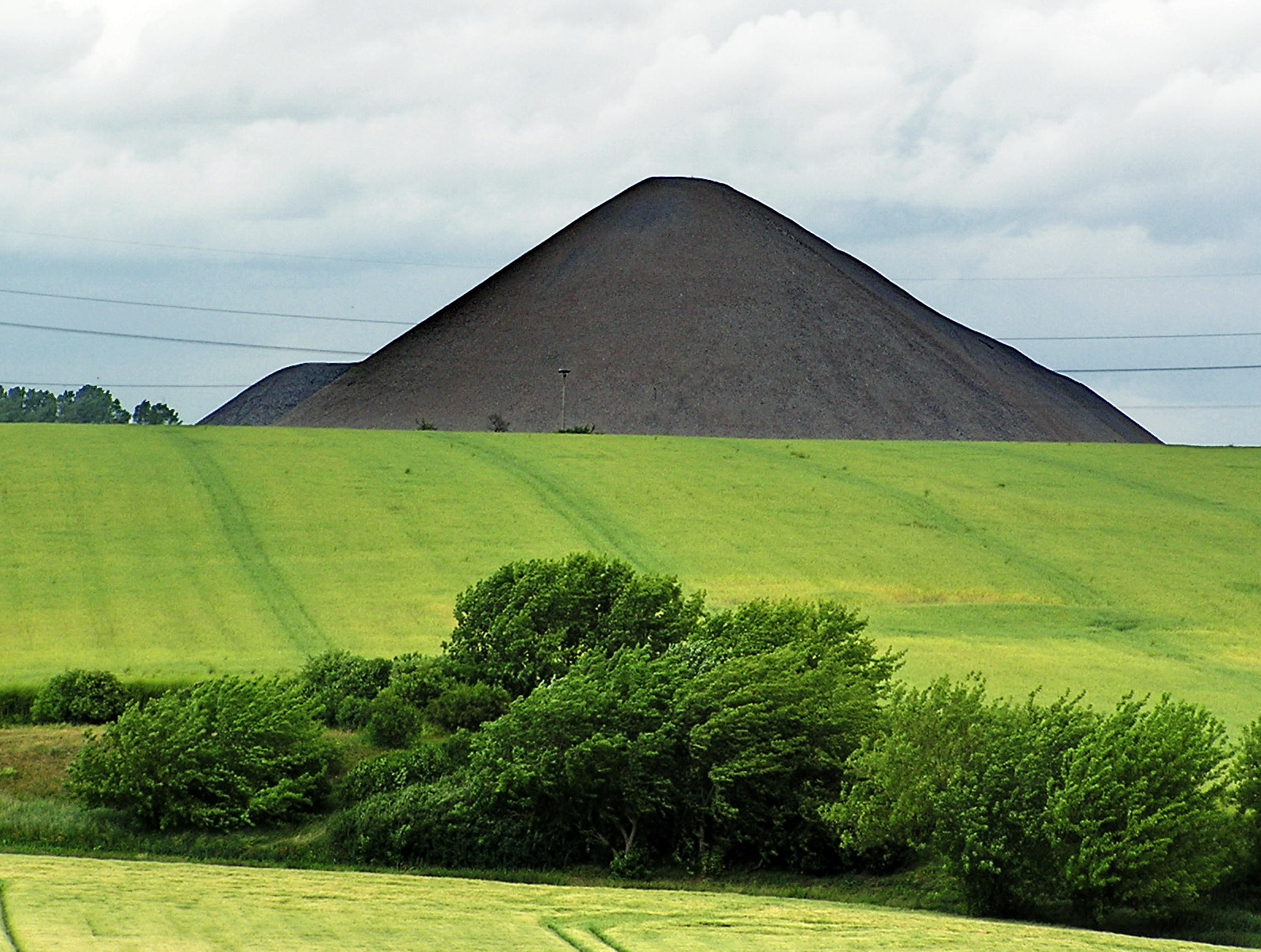
Am Standort des Fürstengrabes erhebt sich heute die Abraumhalde des Otto-Brosowski-Schachtes

Das Grab befand sich recht nahe an der Grenze zwischen Augsdorf und Helmsdorf, etwa 1,5 km von ersterem und 2 km von letzterem Ort entfernt. Obwohl es noch auf Augsdorfer Gebiet lag, hat sich in der Forschungsliteratur allgemein die Bezeichnung Fürstengrab von Helmsdorf durchgesetzt. Nördlich dieses auch als Großer Galgenhügel bezeichneten Grabhügels gab es ursprünglich eine weitere Erhebung, die Kleiner Galgenhügel genannt wurde. Hierbei hat es sich wahrscheinlich um einen weiteren Grabhügel gehandelt. Die Erhebung wurde spätestens in den 1860er Jahren ohne vorhergehende Untersuchung abgetragen und angeblich aufgefundene Grabbeigaben sind verschollen. Bei einer Nachgrabung im Jahr 1961 wurde an dieser Stelle eine schnurkeramische Bestattung gefunden.

## Forschungsgeschichte
Der Große Galgenhügel war Größler bereits in den 1870er Jahren als möglicher Grabhügel aufgefallen. Eine Ausgrabung wurde von ihm seit längerem erhofft, konnte aber aus Kostengründen zunächst nicht realisiert werden. Sie wurde erst möglich, als im Zuge der Verbindung zweier Schächte durch ein Bahngleis der Hügel vollständig abgetragen werden sollte. Mit den Arbeiten wurde am 16. November 1906 begonnen und am 24. November konnte Größler mit einer wissenschaftlichen Untersuchung beginnen.

## Beschreibung

### Der Hügel

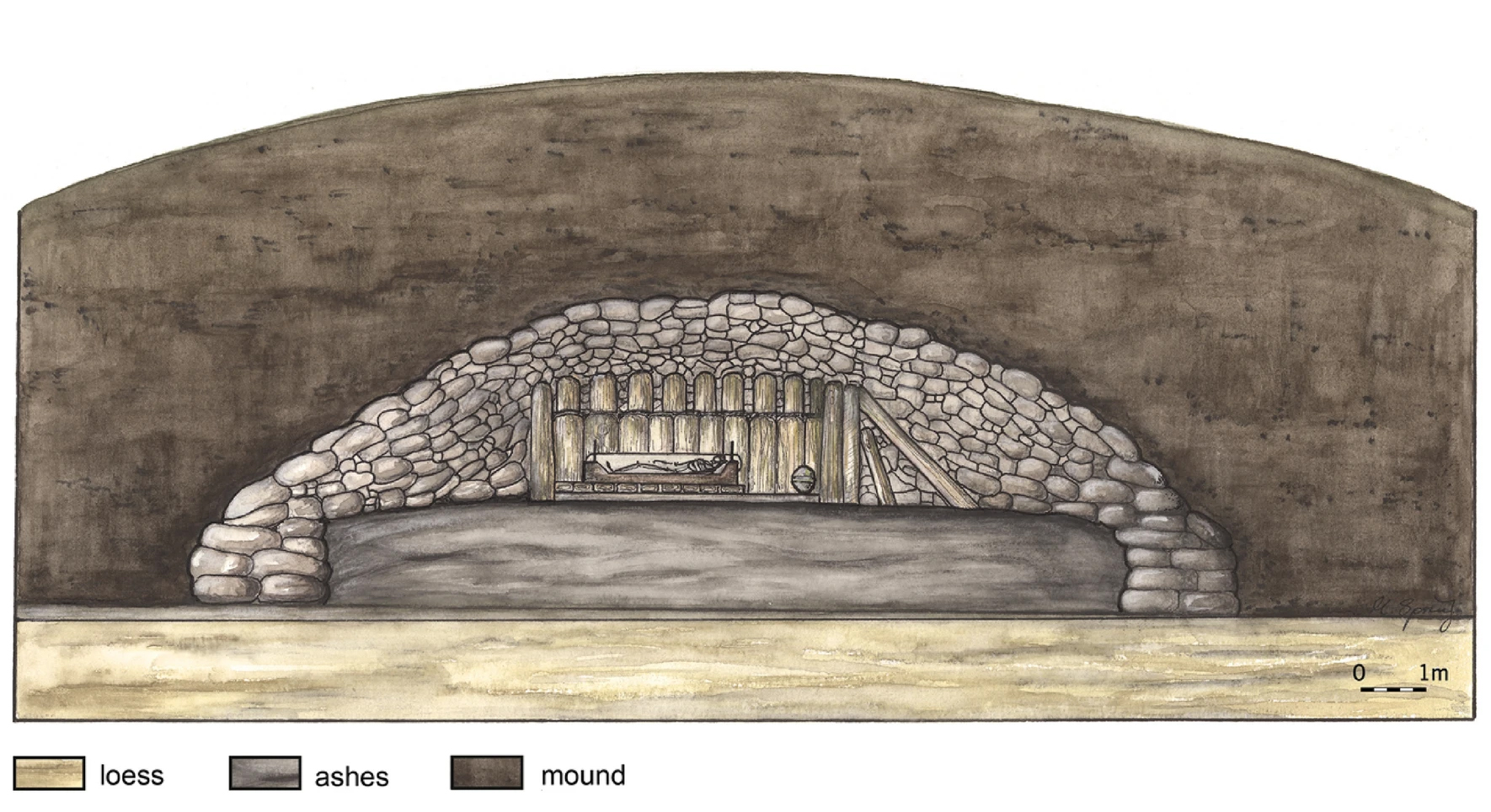
Querschnitt durch den Hügel

Der Grundriss des Hügels war annähernd kreisförmig. Sein Durchmesser betrug von Nord nach Süd 33 m und von Ost nach West 34,5 m. Im Westen lag er 1,56 m höher als im Osten. Seine Höhe konnte auf 6,82 m bestimmt werden, sein Volumen auf 2031,7 m³. Er war damit etwas kleiner als das Fürstengrab von Leubingen in Thüringen.

### Die schnurkeramischen Bestattungen

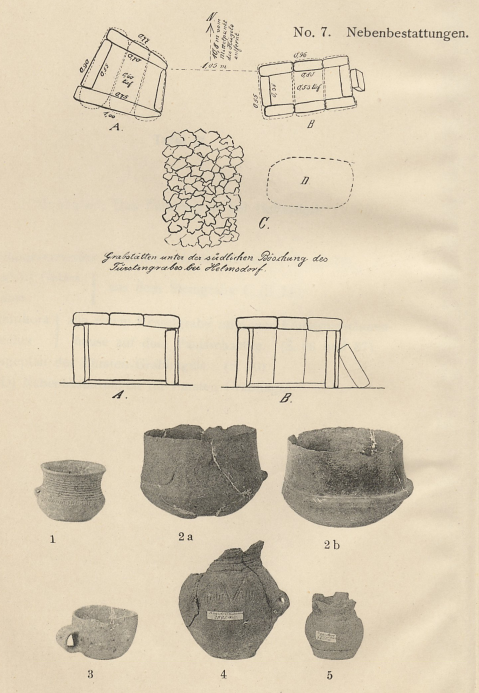
Skizzen von schnurkeramischen Bestattungen aus der Hügelschüttung sowie Gefäße aus einer Steinkiste (1–3) und aus einem Grab außerhalb des Hügels (4–5

Unterhalb der bronzezeitlichen Hügelschüttung wurden sieben wohl größtenteils schnurkeramische Bestattungen entdeckt. Die erste lag direkt unter der Grabkammer. Der Tote war in stark gekrümmter, liegender Hockerhaltung bestattet worden. Die Länge der Beinknochen lässt auf eine hohe Körpergröße schließen. Der Schädel war schlecht erhalten. An Grabbeigaben wurden eine facettierte Axt aus Hornblendenschiefer und ein schnurverzierter Henkeltopf gefunden.
40 cm unterhalb dieser Bestattung lag ein zweites, wesentlich schlechter erhaltenes Skelett. Zwischen den beiden Bestattungen lag ein Keramikgefäß, wohl ein Napf oder eine Kumme.
Unter diesen beiden Bestattungen, direkt auf dem anstehenden Boden wurde eine dritte Bestattung entdeckt. Hier war eine flache Grube mit Platten aus Rotsandstein ausgelegt worden. Darauf lag ein Skelett in Hockerlage, das mit weißen Sandsteinplatten bedeckt war. Da keine Grabbeigaben gefunden wurden, ist die genaue Datierung dieser Bestattung nicht gesichert.
Nach Beendigung der eigentlichen Grabung wurden im Mai 1907 noch mehrere weitere Bestattungen entdeckt. Bei zweien handelte es sich um Steinkisten, die sich in 11 bzw. 13 m Entfernung zum Mittelpunkt des Hügels befanden und auf dem anstehenden Boden errichtet worden waren. Beide Kisten waren trapezförmig und aus Sandstein-Platten gefertigt. Die westliche war westnordwest-ostsüdöstlich orientiert und hatte eine Länge von 1 m. Von der Bestattung waren nur noch Reste der Schenkelknochen erhalten. Grabbeigaben wurden nicht gefunden. Aufgrund der geringen Größe der Kiste handelte es sich vielleicht um eine Kinderbestattung.
Die östliche Kiste war nordwest-südöstlich orientiert und ebenfalls 1 m lang. Auch hier lag eine Kinderbestattung vor, was durch das etwas zahlreicher erhaltene Knochenmaterial bestätigt wurde. An der Westwand lagen einige Knochenbruchstücke, darunter zwei vom Schädel. Vermutlich war der Tote als sitzender Hocker an der Westwand mit dem Gesicht nach Osten bestattet worden. Als einzige Grabbeigabe wurde ein kleines schnurverziertes Gefäß vorgefunden.
Südlich der beiden Kisten und etwa 40–50 cm tiefer stießen die Arbeiter auf einen nord-südlich orientierten Steinhaufen, der sich als Abdeckung eines weiteren Grabes herausstellte. Dieses bestand aus einer mit stark holzkohlehaltiger Erde verfüllten Grube. Am Nordende lag ein in Resten erhaltener menschlicher Schädel, vielleicht ebenfalls von einem Kind. Südlich davon standen zwei Keramikgefäße, von denen eines (ein Napf) Leichenbrand enthielt. Bei dem zweiten Gefäß handelte es sich um eine Tasse, die keinen Inhalt aufwies. Größler ordnete die Gefäße der Bernburger Kultur zu.
Nur wenig östlich des Steinhaufens und nochmals 15–20 cm tiefer wurden die Reste eines weiteren Skeletts entdeckt. Auch dieser Tote war offenbar in sitzender Hockerhaltung mit dem Gesicht nach Osten bestattet worden. Die Knochen waren sehr schlecht erhalten. Grabbeigaben wurden nicht gefunden.
Zwei weitere Gräber der Schnurkeramischen Kultur wurden in der näheren Umgebung des Hügels freigelegt.

### Das bronzezeitliche Fürstengrab

#### Der Steinmantel
Der die Grabkammer umschließende Steinmantel hatte eine Länge von 13,5 m und eine Höhe von 3,45 m. An seinem Rand waren Steine von etwa 100 cm Länge und 30–40 cm Dicke ohne Verwendung von Mörtel zu einer Umfassungsmauer von 80–100 cm Höhe aufgeschichtet. Der innere Bereich bestand aus wahllos angeordneten kleineren Blöcken und Platten mit Durchmessern zwischen 50 und 70 cm. Bei einigen Steinen handelte es sich um Feldsteine aus Granit, Porphyr und Kohlensandstein, andere bestanden aus weißem und rotem Sandstein, der aus nahe gelegenen Vorkommen bei Polleben und Gerbstedt stammte.

#### Die Grabkammer

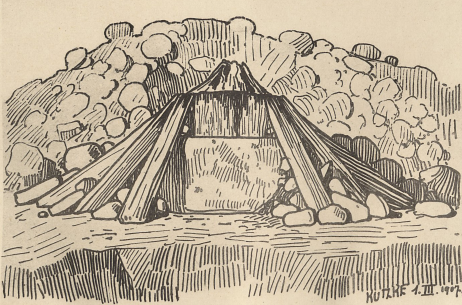
Zeichnung der Grabkammer

Die Grabkammer war auf einer dünnen Schicht stark asche-haltiger Erde errichtet worden. Die nord-südlich orientierte Kammer hatte eine Gesamtlänge von 6,8 m, eine Breite von 5,0 m und eine Höhe zwischen 1,6 und 1,7 m. Sie bestand aus paarweise schräg gegeneinander gestellten Eichenbohlen. An der südlichen Schmalseite wurden zudem zwei Stützstreben und eine an die Holzwand gelehnte Sandsteinplatte festgestellt. Die Eichenbohlen waren oben angeschrägt, so dass sie genau aneinander passen und kein Firstbalken benötigt wurde. An den unteren Enden waren sie durch Steinplatten verkeilt. Zum Schutz vor Feuchtigkeit waren sie mit sandhaltigem Lehm verfugt und anschließend mit Schilf abgedeckt worden. Zur Ableitung des Drucks der Stein- und Erdmassen waren auf diese innere Holzkonstruktion an den Langseiten noch zehn Paare aus etwa 30 cm dicken Eichenbohlen aufgelegt, die im Boden ebenfalls mit Steinplatten verkeilt und mit Ton im unteren bzw. mit kleinen Steinen im oberen Bereich verfugt waren. An der Stelle über dem Kopf des Bestatteten war zusätzlich noch eine dicke Astgabel verbaut worden. Am nördlichen und südlichen Ende der Kammer waren zwei 40 cm dicke Eichenstämme senkrecht in den Boden eingelassen.
Der Boden der Kammer war im südlichen Bereich auf einer Länge von 1,4 m lediglich mit Schilf ausgelegt, im Norden hingegen auf einer Länge von 2,5 m mit weißen Sandsteinplatten gepflastert, die mit Gips-Mörtel verfugt waren. Unter den Platten wurden ebenfalls eine Schicht aus Schilf festgestellt.

#### Die Totenlade

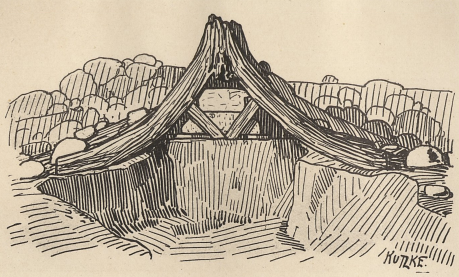
Zeichnung der Totenlade

Der Bestattete lag in einer bettförmigen Totenlade, die aus Eichenholz gefertigt war. Sie hatte eine Länge von 2,05 m und eine Breite von 0,98 m. Sie stand auf einer Plattform aus Sandsteinplatten und war 1,4 m vom südlichen bzw. 0,3 m vom nördlichen Ende der Kammer entfernt. Den Boden der Lade bildete eine einzelne Eichenplatte. Die Langseiten waren im gleichen Winkel gegeneinander gestellt wie die Dachbohlen. An den Schmalseiten waren zwei behauene Bretter von 30 cm Höhe und 4,2 cm Dicke in die Bodenplatte eingezapft. Die Bretter der Langseiten waren 22 cm hoch und 6–7 cm dick. Sie waren mit den Schmalseiten, nicht aber mit der Bodenplatte verzapft. Am Südende ragten sie 14 cm über die Schmalseite hinaus und waren halbkreisförmig abgerundet. Im Norden endeten sie gerade und ragten nur geringfügig über.

#### Das Skelett
Das Skelett war relativ schlecht erhalten und die Knochen graubräunlich verfärbt. Der Schädel war fast völlig vergangen, die Wirbelsäule hingegen noch recht gut erhalten. Der Tote war in liegender Hockerstellung mit leicht angezogenen Knien und mit dem Gesicht nach Osten bestattet worden. Das Sterbealter konnte bei der ursprünglichen Untersuchung von Größler nicht genau bestimmt werden, es wurde lediglich festgestellt, dass der Bestattete im Erwachsenenalter verstorben war. Neuere Untersuchungen ergaben ein Sterbealter zwischen 30 und 50 Jahren.
Eine 2015 publizierte Untersuchung des Knochen-Kollagens des Bestatteten ergab ein Verhältnis der beiden Isotope 13C und 15N, das sich deutlich von Vergleichsproben aus aunjetitzer Nicht-Elitegräbern der gleichen Region unterscheidet. Dies deutet darauf hin, dass der Bestattete sich zu Lebzeiten eine deutlich fleischhaltigere Ernährungsweise leisten konnte als die niedriger gestellten Bevölkerungsschichten. Möglicherweise aß er auch regelmäßig Fisch und besondere Fleischsorten.
Bei einer neueren anthropologischen Untersuchung des Skeletts wurden zudem drei Einkerbungen am linken Oberarmknochen, am linken Schulterblatt und am elften Brustwirbel festgestellt, die als Stichverletzungen angesehen werden können. Da keine Heilungsspuren festgestellt wurden, dürften diese Wunden den Tod des Bestatteten verursacht haben. Insbesondere die Verletzung des Wirbelknochens war nur durch einen Stich möglich, bei dem auch die Bauchaorta und/oder die untere Hohlvene durchtrennt wurde. Auch durch den Stich im Schulterbereich könnten größere Blutgefäße beschädigt worden sein.

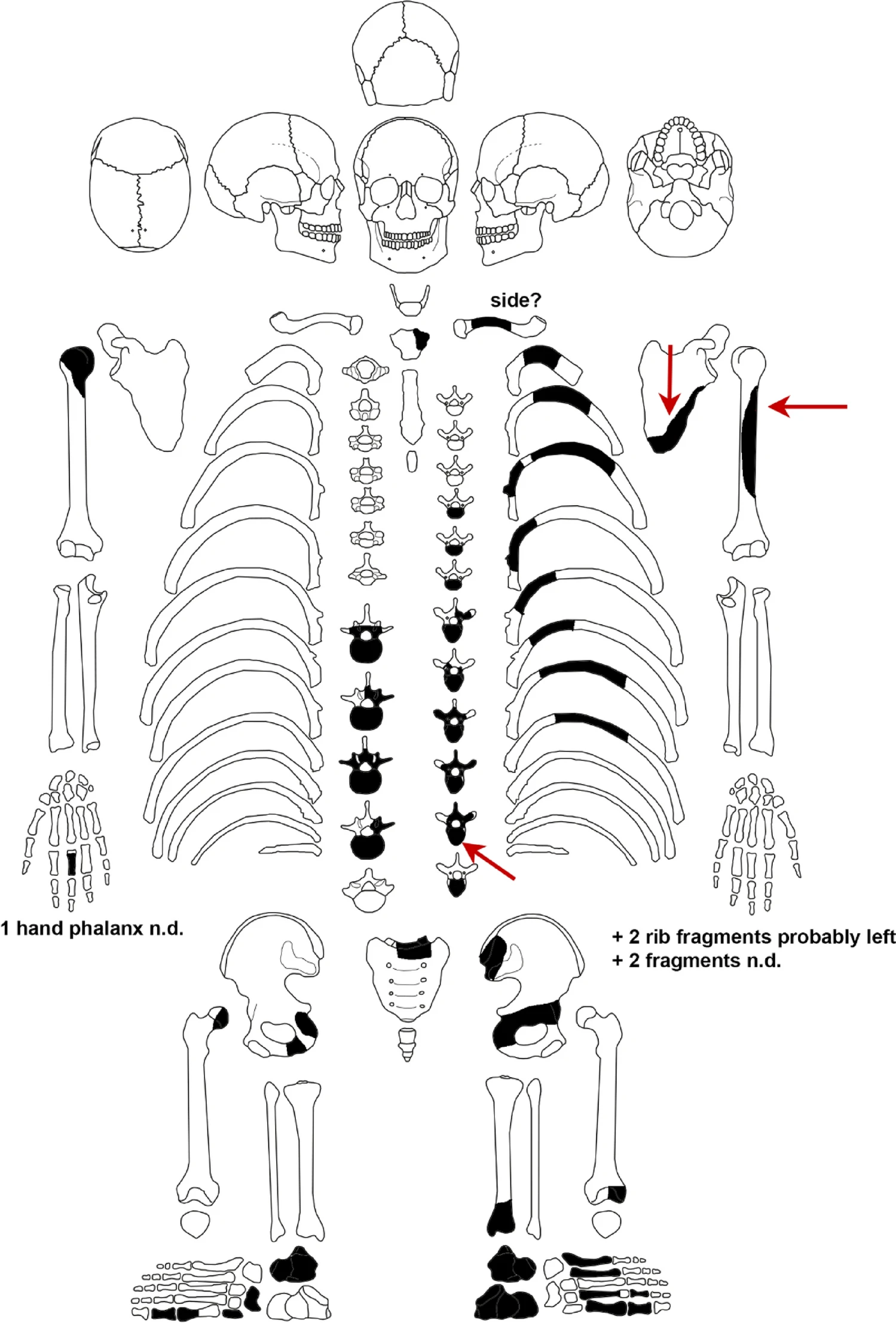
Das erhaltene Skelettmaterial (schwarz) mit Hervorhebungen der Stichverletzungen
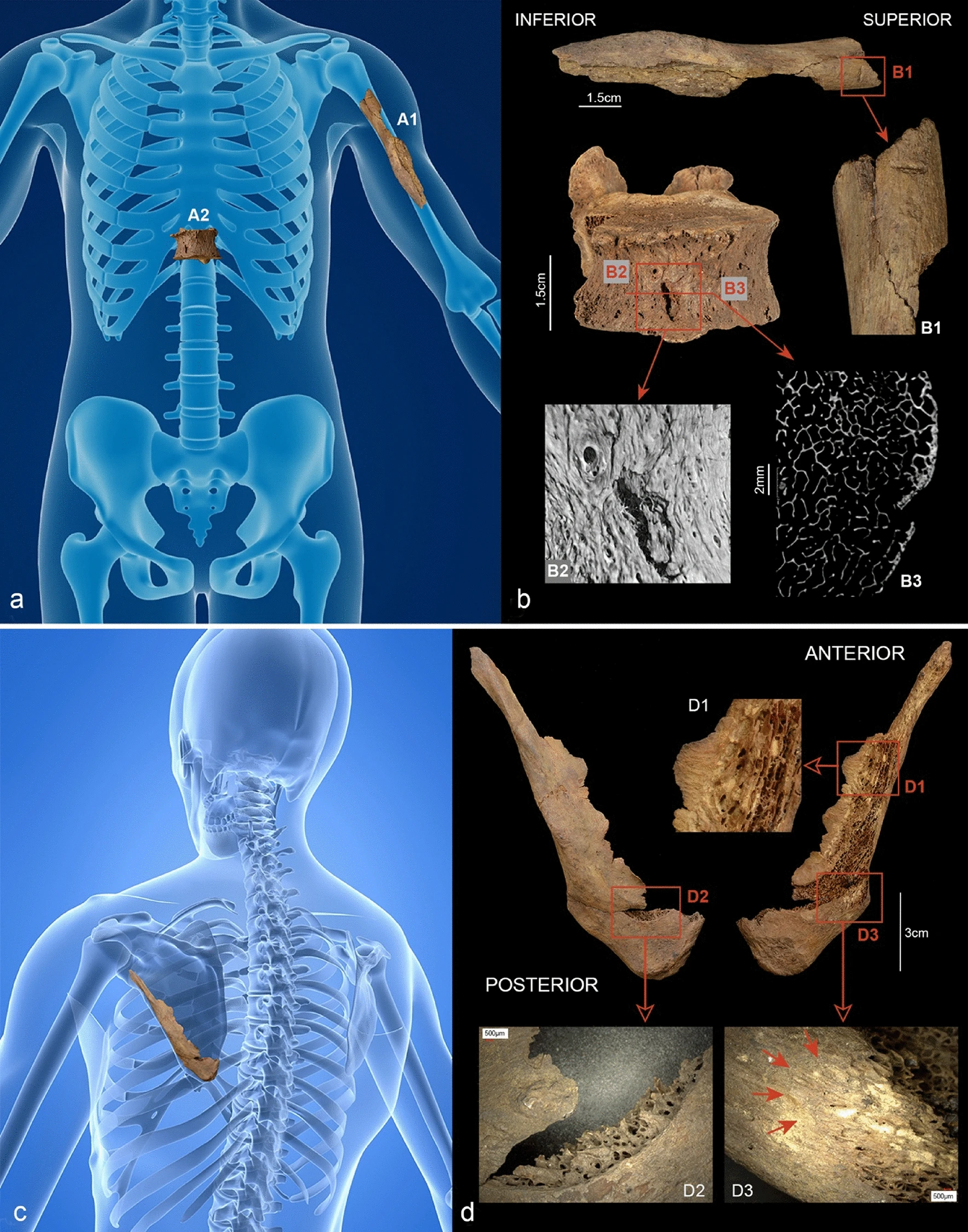
Rekonstruktion der Verletzungen
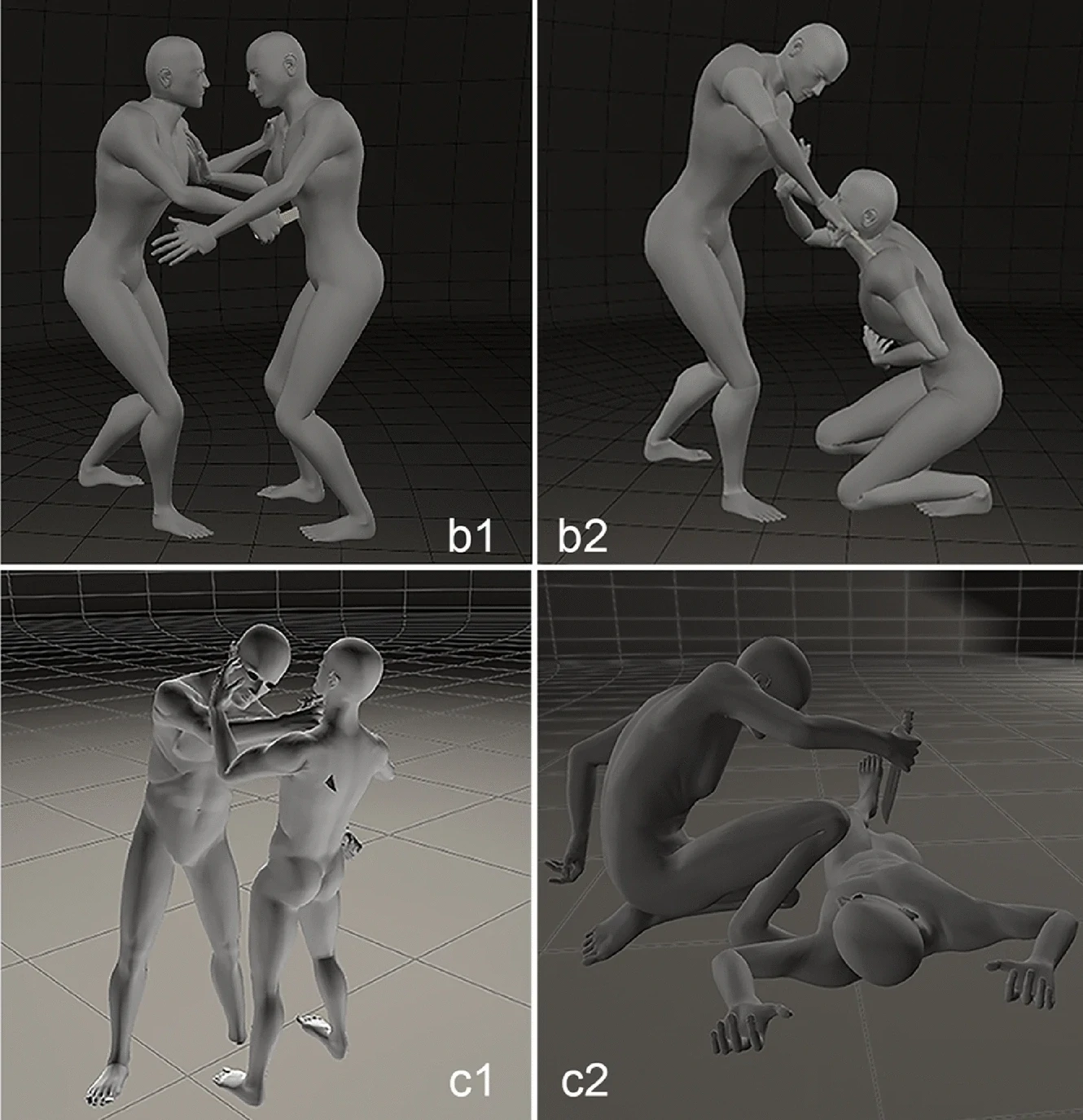
Zwei mögliche Szenarien zur tödlichen Verwundung des Bestatteten

#### Grabbeigaben
In der Lade wurden im Brustbereich des Toten mehrere Grabbeigaben gefunden. Hierzu gehörten eine Diorit-Axt, ein Flachbeil aus Bronze sowie zwei schlecht erhaltene bronzene Dolche. Eine Materialanalyse ergab einen relativ hohen Zinn-Anteil von 12,53 Prozent bei einem der Dolche und 11,69 Prozent bei dem Flachbeil. Ebenfalls auf der Brust des Toten lagen sechs Schmuckgegenstände aus Gold: Ein massiver Armring, zwei Hängespiralen, ein Spiralröllchen und zwei Nadeln. Außerdem scheint der Tote Anhänger mit Kupfer- oder Bronzeperlen besessen zu haben, von denen aber nur noch Reste festgestellt werden konnten. Außerhalb der Lade wurden in der südöstlichen Ecke der Grabkammer die Scherben eines großen Keramikgefäßes entdeckt.

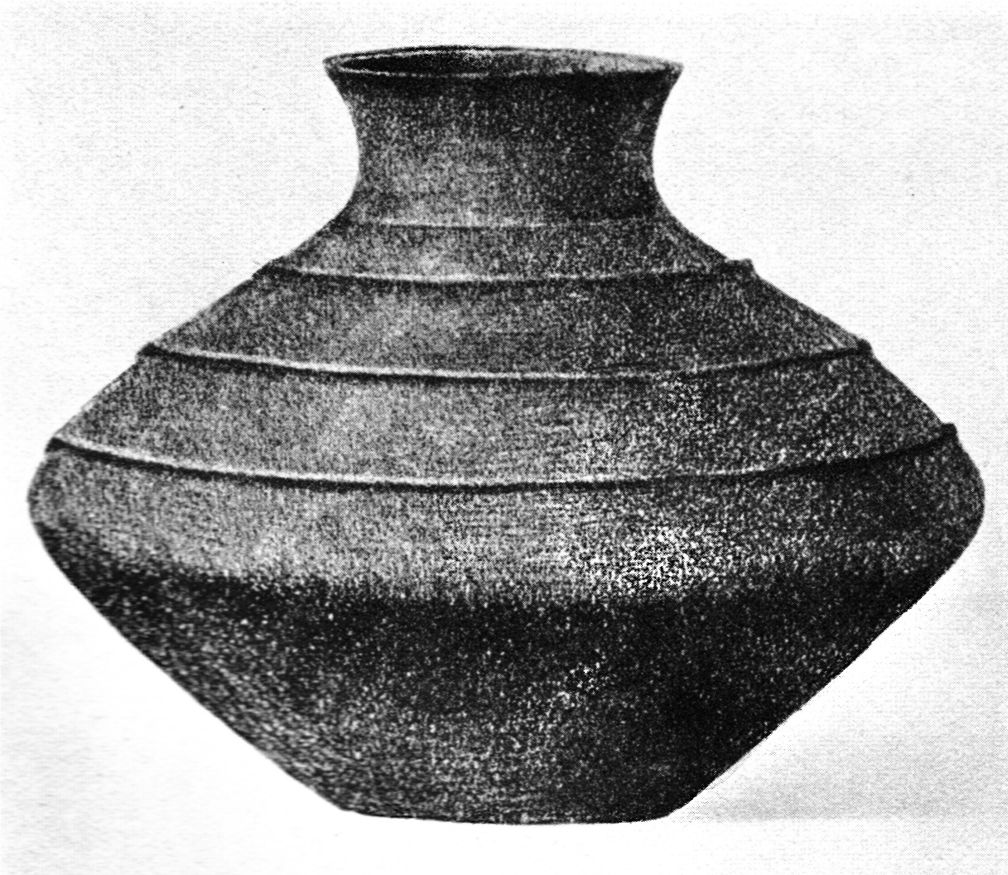
Das Keramikgefäß
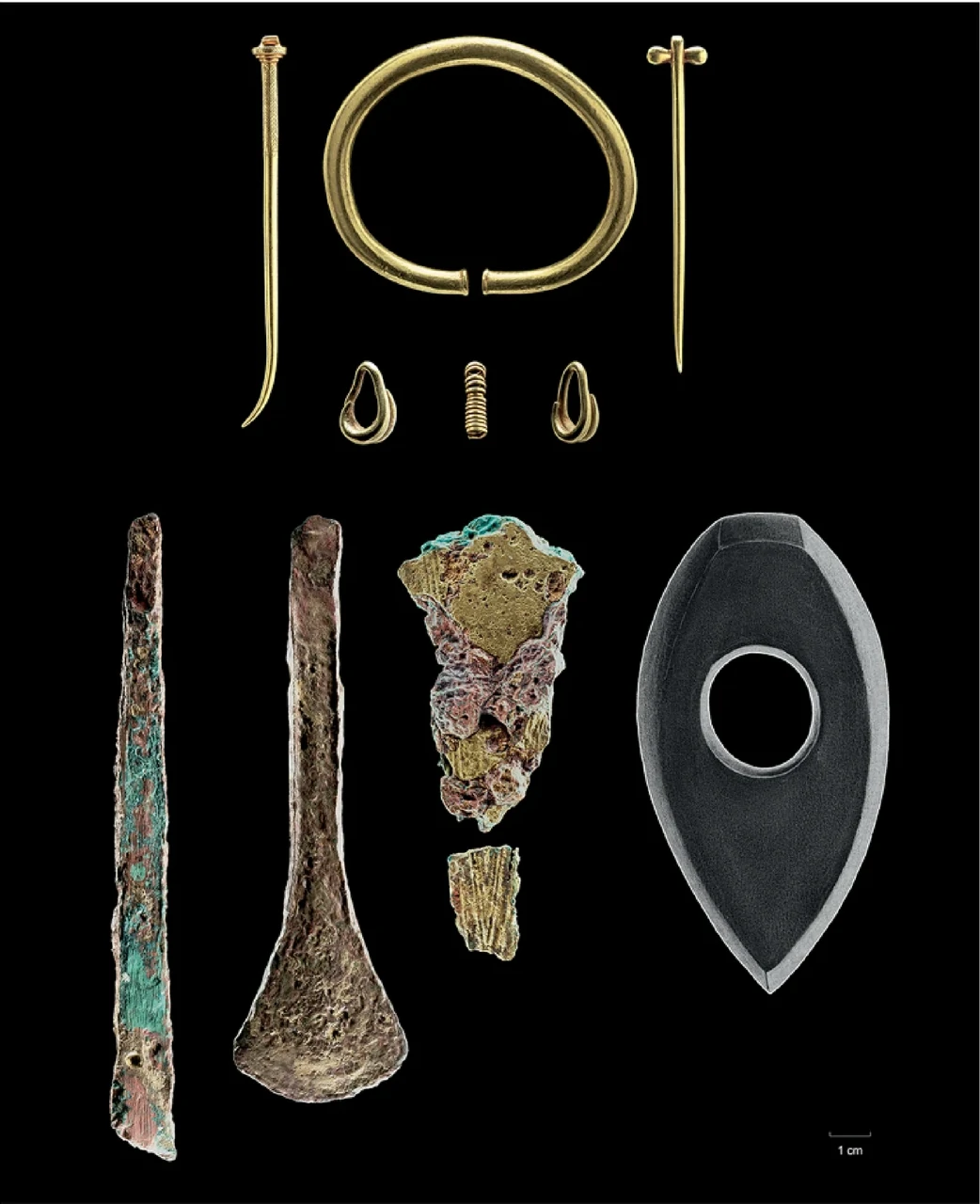
Goldschmuck, Bronzegeräte und Dioritaxt

### Das Grab der Merowingerzeit

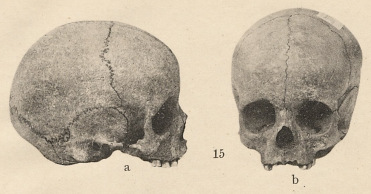
Schädel aus der merowingerzeitlichen Nachbestattung

In 0,7 m Tiefe unter dem Gipfel wurde ein süd-nördlich orientiertes Skelett in gestreckter Rückenlage entdeckt. Das Gesicht blickte nach Westen. Der Schädel war gut erhalten und wies Anzeichen für Dolichocephalie auf. Der Bestattete war bereits als Jugendlicher verstorben. Hinter dem Nacken des Skeletts wurden als einzige Grabbeigaben ein Keramikgefäß und ein Bronzering gefunden. Das Gefäß war doppelkonisch mit röhrenförmigem Hals und wies als einzige Verzierung mehrere waagerechte Leisten auf. Der Bronzering hatte einen Durchmesser von 10,5 cm und wog 230 g. Mit einiger Unsicherheit wurde das Begräbnis von Größler der Merowingerzeit (5. Jahrhundert–751) zugeordnet.

### Der Hügel in der römischen Kaiserzeit und im Frühmittelalter
Im östlichen Bereich der Hügelschüttung, nahe dem merowingerzeitlichen Grab, wurden kurz unter der Oberfläche mehrere Scherben gefunden, die sich in die römische Kaiserzeit und in slawische Zeit einordnen lassen. Unter den kaiserzeitlichen Gefäßen befanden sich unter anderem eine Fußschale und ein tonnenförmiger Becher.

### Der Hügel im Mittelalter und der Neuzeit
In den ersten Tagen der Abtragung des Hügels, noch vor Größlers Eintreffen, waren Fundamentsteine des namensgebenden Galgens gefunden worden. In der Nähe lagen vier menschliche Skelette die in Paaren kreuzweise übereinander gelegt waren. Weiterhin wurden die Reste eines Pferdeskeletts entdeckt.

## Datierung
Dendrochronologisch konnte das bronzezeitliche Grab auf 1840±10 v. Chr. datiert werden.

## Vergleich der mitteldeutschen Fürstengräber
|                 | Leubingen                                                  | Helmsdorf                                                  | Bornhöck                                                                           |
| --------------- | ---------------------------------------------------------- | ---------------------------------------------------------- | ---------------------------------------------------------------------------------- |
| Entstehungszeit | 1942±10 v. Chr.                                            | 1840±10 v. Chr.                                            | 1850–1700 v. Chr.                                                                  |
| Hügel           |                                                            |                                                            |                                                                                    |
| Höhe            | 8,5 m                                                      | 6,82 m                                                     | 13 (15?) m                                                                         |
| Durchmesser     | >48 m                                                      | 33–34,5 m                                                  | 65 m                                                                               |
| Volumen         | >7270 m³                                                   | 2031,7 m³                                                  | ~20050 m³                                                                          |
| Steinkern       |                                                            |                                                            |                                                                                    |
| Höhe            | >2 m                                                       | 3,45 m                                                     | >4 m                                                                               |
| Durchmesser     | 20 m                                                       | 13,5 m                                                     | 18,5 m                                                                             |
| Totenhütte      |                                                            |                                                            |                                                                                    |
| Höhe            | 1,25 m                                                     | 1,5 m                                                      | 2,7 m                                                                              |
| Länge           | 2,7 m                                                      | 3,5 m                                                      | 5,3 m                                                                              |
| Breite          | 1,25 m                                                     | 2,7 m                                                      | 2,7 m                                                                              |
| Beigaben        |                                                            |                                                            |                                                                                    |
| Keramik         | 1 Gefäß Scherben weiterer Gefäße                           | 1 Gefäß                                                    | ?                                                                                  |
| Steingeräte     | 1 Serpentin-Axt 1 Amboss- oder Probierstein                | 1 Diorit-Axt                                               | ?                                                                                  |
| Bronze          | 2 Randleistenbeile 3 Meißel 3 Dolchklingen 1 Stabdolch     | 1 Flachbeil 2 Dolche Perlen (Reste)                        | 1 Nadel weitere Gegenstände                                                        |
| Gold            | 1 massiver Armring 2 Noppenringe 1 Spiralröllchen 2 Nadeln | 1 massiver Armring 2 Noppenringe 1 Spiralröllchen 2 Nadeln | 1 Beil 2 Armbänder 1 massiver Armring 1 Ösenhalsring „Draht“ 7 weitere Gegenstände |

kursiv: nicht erhalten/verschollen